# Eva Ortmann-Welp
Eva Ortmann-Welp (geb. 1971) ist eine deutsche Medienpädagogin, promovierte Psychologin und Fachbuchautorin. Ihr Arbeitsschwerpunkt liegt im Bereich der digitalen Bildung, insbesondere in der Berufspädagogik für Gesundheitsberufe.

## Leben und Wirken
Nach ihrer Ausbildung zur Krankenschwester im Jahr 1992 war Ortmann-Welp zunächst klinisch tätig, unter anderem am Universitätsklinikum Münster (UKM). Dort übernahm sie ab 2007 auch die Rolle der Praxisanleiterin und Lehrkraft in der OTA-Ausbildung.
Neben ihrer Berufstätigkeit absolvierte sie ein Studium der Bildungswissenschaft an der Fernuniversität in Hagen (Abschluss: B.A., 2011). Es folgten zwei Masterabschlüsse: Bildung und Medien / eEducation (2015) und Schulmanagement und Qualitätsentwicklung an der Christian-Albrechts-Universität zu Kiel (2018). Ihre Masterarbeit zum Thema digitale Medien wurde als beste des Studienganges ausgezeichnet und vom Springer-Verlag veröffentlicht.
Ortmann-Welp war als Lehrkraft und Leitung in verschiedenen Bildungseinrichtungen des Gesundheitswesens tätig, darunter das Bildungszentrum St. Hildegard in Osnabrück, der Landes-Caritasverband Vechta sowie das UKM Münster. Seit 2019 ist sie Leiterin der Fort- und Weiterbildung an der ZAB Gütersloh sowie Lehrbeauftragte der Hamburger Fern-Hochschule.
Ein zentrales Anliegen ihrer Arbeit ist die Integration digitaler Medien in die Pflegebildung. Sie nutzt unter anderem die Lernplattform Moodle zur Förderung digitaler Kompetenzen bei Auszubildenden und Weiterbildungsteilnehmenden.
2025 promovierte Ortmann-Welp an der Universität Regensburg im Fach Psychologie. Hierbei untersuchte sie berufsspezifische Erwartungen von Mitarbeitenden an ihre Führungskräfte.

## Veröffentlichungen
- mit Michael Kegel; Tobias Herrmann; Jörg Johannes: Notfallpflege - Fragen und Antworten: (Prüfungs-) Wissen für die Fachweiterbildung und Praxis. Springer, Berlin 2025, ISBN 978-3-662-71697-7.
- Digitale Lernangebote in der Pflege: Neue Wege der Mediennutzung in der Aus-, Fort- und Weiterbildung. Springer, Berlin 2020, ISBN 978-3-662-61674-1.
- Digitale kooperative Medien in Weiterbildungskursen des Pflegeberufs. Springer Fachmedien, Wiesbaden 2019, ISBN 978-3-658-25701-9.
- Potentiale und Herausforderungen beim Einsatz von Social-Software zur Kompetenzentwicklung der Mitarbeitenden im Unternehmen. GRIN Verlag, München 2016, ISBN 978-3-668-15921-1.
- Förderung der Kompetenzentwicklung durch Nutzung von digitalen Medien: Einsatznotwendigkeit, Potentiale und Herausforderungen digitaler Medien in der beruflichen Erstausbildung. AV Akademikerverlag, Saarbrücken 2016, ISBN 978-3-639-88733-4.
- Mit Pod- und Vodcasts neue Wege in der Bildungswissenschaft beschreiten. Beschreibung, Umsetzung und Reflexion des Potentials der neuen Medien in der Pädagogik. 2016. ISBN 978-3-668-16433-8.
- Voraussetzungen für den erfolgreichen Einsatz virtueller Lehr-/Lern-Szenarios. Grin Verlag, München 2013. ISBN 978-3-656-47352-7.
- Weblogs als neues Kommunikationsmedium in der Bildungswissenschaft. GRIN Verlag, München 2013. ISBN 978-3-656-38626-1.
- Planung, Durchführung und Bewertung von Unterrichtseinheiten in der OP-Weiterbildung. GRIN Verlag, München 2011, ISBN 978-3-640-80838-0.
- Hybride Lernarrangements: Vernetzung von Präsenz- und Online-Lernen. Diplomica-Verlag, Hamburg 2011, ISBN 978-3-8428-6392-7.
- Geschlechtsspezifisches Rollenverständnis Jugendlicher gegenüber Arbeitsteilung. GRIN Verlag, München 2010, ISBN 978-3-640-50794-8.
- Personalentwicklung im demografischen Wandel. GRIN Verlag, München 2010, ISBN 978-3-640-72851-0.
- Das 4 C/ID Modell - Ein Blueprint eines Lehrplans für die Ausbildung eines Bildungswissenschaftlers in der betrieblichen Aus- und Weiterbildung. 2010. ISBN 978-3-640-60183-7.